# Marcus Coloma
Marcus Coloma (Middletown, 18 ottobre 1978) è un attore statunitense di origine hawaiana e italiana.

## Carriera
Marcus è apparso in televisione con Point Pleasant come Padre Thomas e nella serie in breve durati di South Beach come Matt Evans. Marcus è stato guest-star in altri show televisivi tra cui CW drama One Tree Hill e Make it or break it - Giovani campionesse interpretando in quest'ultimo Leo Cruz, fratello della protagonista Kaylie Cruz. Il primo lungometraggio di Coloma fu nel film Material Girls con le due sorelle Hilary Duff e Haylie Duff.
Recentemente ha girato il ruolo principale in Beverly Hills Chihuahua 2 e ha un album, On The Bright Side disponibile su iTunes.
Dal 2019 al 2023 ha interpretato Nikolas Cassadine nella soap opera General Hospital.

## Filmografia

### Cinema
- Material Girls, regia di Martha Coolidge (2006)
- Beverly Hills Chihuahua 2, regia di Alex Zamm (2011)
- Beverly Hills Chihuahua 3: Viva La Fiesta! (Beverly Hills Chihuahua 3), regia di Lev L. Spiro (2012)

### Televisione
- Go Fish - serie TV, episodio 1x04 (2001)
- All About Us - serie TV, 5 episodi (2001)
- Due gemelle e un maggiordomo (So Little Time) - serie TV, episodio 1x20 (2002)
- JAG - Avvocati in divisa (JAG) - serie TV, episodio 8x16 (2003)
- Codice Matrix (Threat Matrix) - serie TV, episodio 1x08 (2003)
- Point Pleasant - serie TV, 6 episodi (2005)
- South Beach - serie TV, 8 episodi (2006)
- One Tree Hill - serie TV, episodi 3x16, 3x21 (2006)
- CSI: Miami - serie TV, episodio 5x07 (2006)
- Lincoln Heights - Ritorno a casa (Lincoln Heights) - serie TV, episodi 3x05, 3x07 (2008)
- Make It or Break It - Giovanni campionesse (Make It or Break It) - serie TV, 6 episodi (2009-2010)
- CSI - Scena del crimine (CSI: Crime Scene Investigation) - serie TV, episodio 10x20 (2010)
- Psycho Girlfriend - serie TV, 3 episodi (2010)
- Drop Dead Diva - serie TV, episodio 5x08 (2013)
- The Mentalist - serie TV, episodio 6x03 (2013)
- Lucifer - serie TV, episodio 2x18 (2017)
- Major Crimes - serie TV, 4 episodi (2017)
- General Hospital - soap opera, 279 episodi (2019-2023) - Nikolas Cassadine

## Doppiatori italiani
Nelle versioni in italiano delle opere in cui ha recitato, è stato doppiato da:
- Stefano Crescentini in Material Girls, CSI: Miami
- Gabriele Lopez in Make It or Break It - Giovani campionesse, Major Crimes
- Giuliano Bonetto in CSI - Scena del crimine
- Marco Vivio in Beverly Hills Chihuahua 3: Viva La Fiesta!
- Davide Albano in Lucifer